# Simplocaria semistriata
Simplocaria semistriata är en skalbaggsart som först beskrevs av Fabricius 1801.  Simplocaria semistriata ingår i släktet Simplocaria och familjen kulbaggar. Arten är reproducerande i Sverige. Inga underarter finns listade i Catalogue of Life.

## Bildgalleri

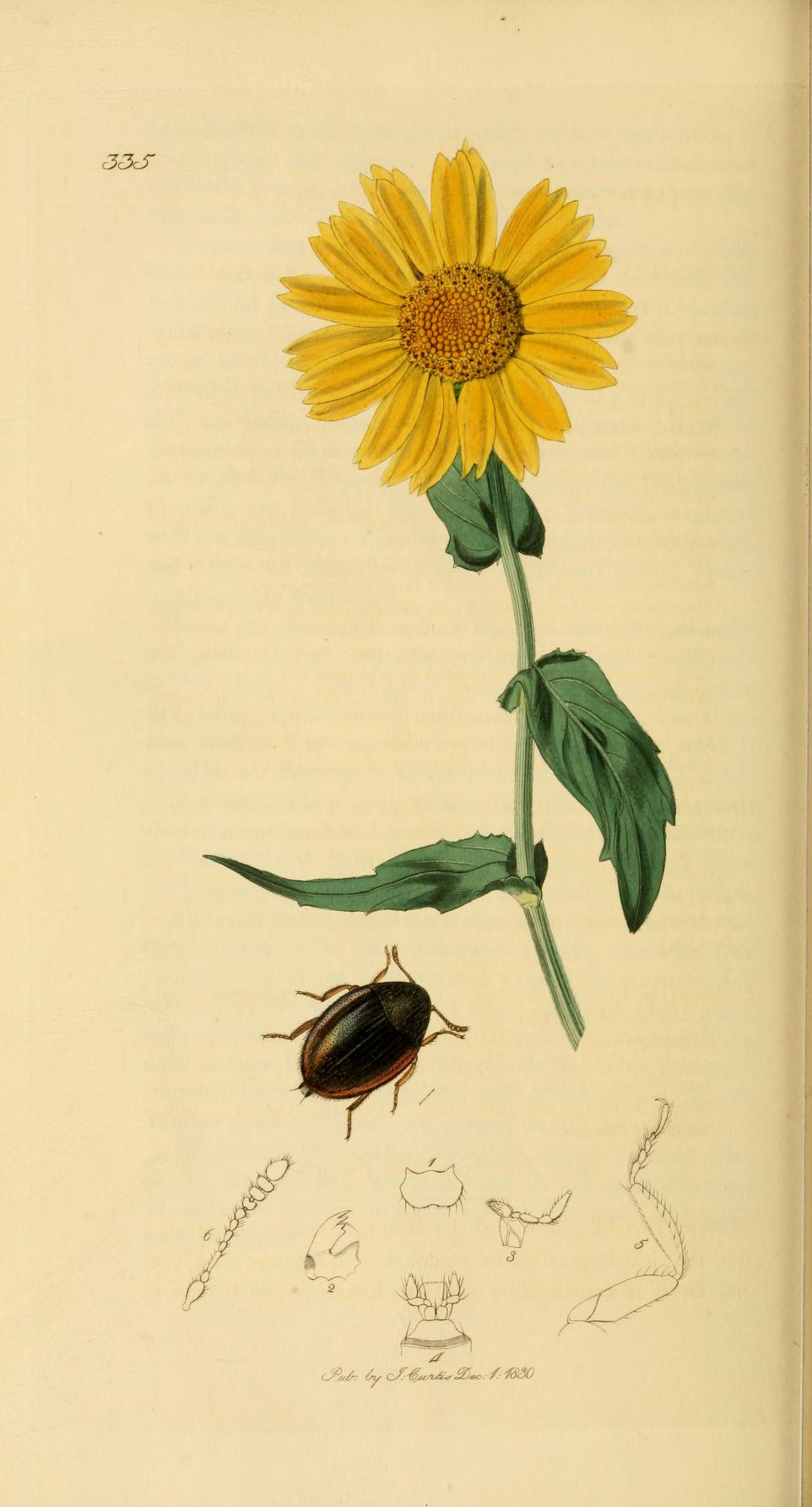
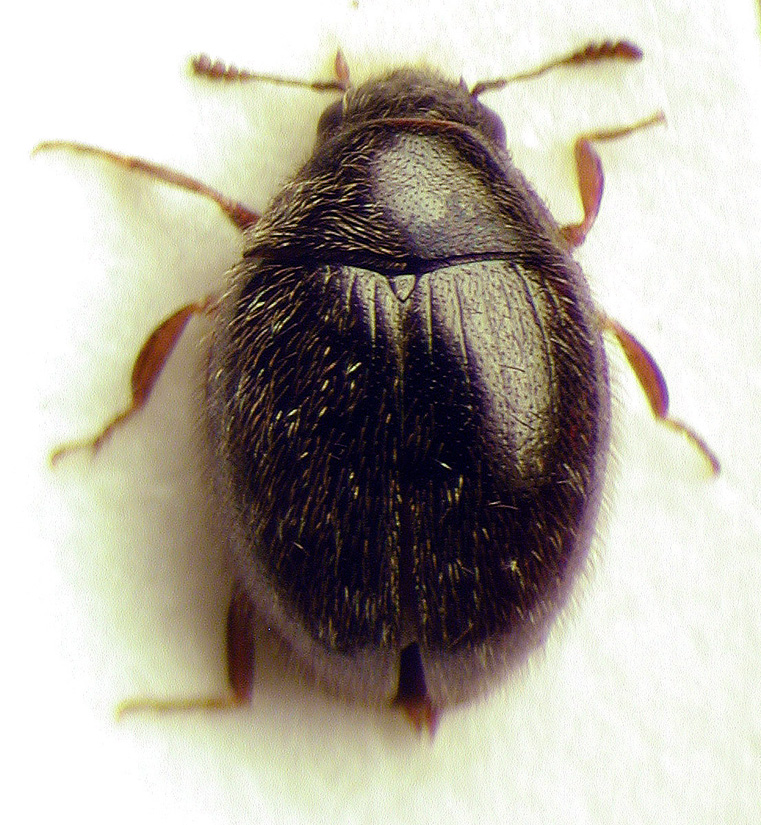
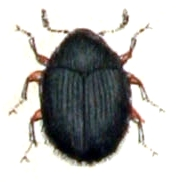